# Пинто, Пио Вито
Пио Вито Пинто (итал. Pio Vito Pinto; род. 29 марта 1941, Ночи, королевство Италия) — итальянский куриальный прелат. Прелат-аудитор Трибунала Римской Роты с 25 марта 1995 по 22 сентября 2012. Декан Трибунала Священной Римской Роты с 22 сентября 2012 по 29 марта 2021. Председатель Апелляционного суда государства-града Ватикана с 10 декабря 2012.